# Alimmainen Pirttijärvi
Alimmainen Pirttijärvi eller Pirttijärvi är en sjö i Finland. Den ligger i kommunen Perho i landskapet Mellersta Österbotten, i den centrala delen av landet, 300 km norr om huvudstaden Helsingfors. Alimmainen Pirttijärvi ligger 177 meter över havet. Arean är 16,1 hektar och strandlinjen är 2,14 kilometer lång. Sjön  ingår i Perho å huvudavrinningsområde.   I omgivningarna runt Alimmainen Pirttijärvi växer i huvudsak blandskog. Den sträcker sig 0,6 kilometer i nord-sydlig riktning, och 0,6 kilometer i öst-västlig riktning.